# سافل (آرکانزاس)
سافل (به انگلیسی: Saffell) یک منطقهٔ مسکونی در ایالات متحده آمریکا است که در شهرستان لارنس، آرکانزاس واقع شده‌است. سافل ۸۴٫۱۳ متر بالاتر از سطح دریا واقع شده‌است.